# Kartäuserkantorei Köln
Die Kartäuserkantorei Köln ist ein gemischter Chor in Köln, der sich in freier Trägerschaft befindet, aber mit der Kartäuserkirche in Köln verbunden ist. Sein Schwerpunkt. liegt auf Musik aus dem Barock, der Renaissance und der Romantik.
Dreißig Jahre leitete Peter Neumann den Chor; in dieser Zeit widmete man sich Werken von Schubert, Mendelssohn, Brahms, Bruckner, Fauré bis hin zu Mahler und Schönberg. Einen weiteren Schwerpunkt bildeten die Oratorien von Händel, von denen die Kartäuserkantorei „Saul, Jephta, Belshazzar, Solomon, Israel in Egypt, Messiah“ und „Athalia“ aufgeführt hat. Unter Marek Janowski wirkte die Kantorei bei der Eröffnung der Kölner Philharmonie in Mahlers 8. Sinfonie mit, ebenso bei einer Aufführung von Schönbergs Gurre-Liedern.
Mehrere Konzertreisen führten den Chor u. a. mit Mendelssohns „Paulus“ und „Elias“ nach Budapest und Rom, danach mit Messen von Mozart, Schubert, Gounod und Fauré zum Liturgica-Festival nach Jerusalem.
Nach dem Abschiedskonzert Neumanns im März 2005 in der Kölner Philharmonie mit Mendelssohns Paulus übernahm die musikalische Leitung der Kartäuserkantorei Philipp Ahmann. Unter ihm hat der Chor u. a. mit A-cappella-Musik neue Akzente in seinem Repertoire gesetzt. Mit dem Konzert vom Juni 2013 in dem Mozarts „Requiem“ und Haydns „Missa in angustiis“ zur Aufführung kamen, verabschiedete sich Philipp Ahmann als musikalischer Leiter der Kartäuserkantorei Köln, weil er sich seitdem vollständig seiner Aufgabe als Direktor des NDR Chors in Hamburg nachgeht.
Die künstlerische Leitung der Kartäuserkantorei hat seit August 2013 Paul Krämer inne.